# Sphère culturelle chinoise
Vous pouvez aider à l'améliorer ou bien discuter des problèmes sur sa page de discussion.
- Il peut contenir un travail inédit ou des déclarations non vérifiées. Vous pouvez l’améliorer en ajoutant des références. (Marqué depuis mai 2025)

Vous pouvez aider à l'améliorer ou bien discuter des problèmes sur sa page de discussion.
- Il ne cite pas suffisamment ses sources. Vous pouvez indiquer les passages à sourcer avec {{référence nécessaire}} ou {{Référence souhaitée}}, et inclure les références utiles en les liant aux notes de bas de page. (Marqué depuis mai 2025)

- Archive Wikiwix
- Bing
- Cairn
- DuckDuckGo
- E. Universalis
- Gallica
- Google
- G. Books
- G. News
- G. Scholar
- Persée
- Qwant
- (zh) Baidu
- (ru) Yandex
- (wd) trouver des œuvres sur Wikidata

Pour la revue, voir Monde chinois (revue).
La sphère culturelle chinoise, sinosphère, ou sphère culturelle d'Asie de l'est est composée de pays largement influencés par la culture chinoise ou qui l'ont été durant des étapes clés de leur histoire. Cette notion est à distinguer des zones où la culture chinoise stricto sensu domine aujourd'hui.

## Zones de souveraineté chinoise
Cet ensemble comprend de façon générale les zones administrées par des populations appartenant majoritairement à une ethnie chinoise :
- République populaire de Chine dite « RPC » (chinois simplifié : 中华人民共和国, 1,4 milliard d'habitants), souvent appelée Chine continentale par opposition avec Taïwan;
- Hong Kong (chinois traditionnel : 香港), ex-colonie britannique pendant 150 ans rétrocédée à la RPC en 1997;
- Macao (chinois traditionnel : 澳門), ex-comptoir portugais pendant 99 ans rétrocédée à la RPC en 1999;
- Taïwan (chinois traditionnel : 臺灣, 23 millions d'habitants), officiellement appelée République de Chine (chinois traditionnel : 中華民國), au gouvernement distinct de celui de la RPC.

## Zone culturelle chinoise
Deux pays comportent des populations significatives de locuteurs natifs d'une langue chinoise : 
- Singapour, où le mandarin est une des langues officielles;
- Malaisie, où le cantonais, le hakka, le minnan et le mandarin sont des langues parlées par environ 25 % de la population.

## Zone à forte influence
On peut également adjoindre les pays qui subirent une forte influence historique, religieuse, migratoire et culturelle chinoise : 
- Japon (127 millions d'habitants),
- Corée du Nord et  Corée du Sud : les deux Corées (75 millions d'habitants),
- Viêt Nam (100 millions d'habitants),
- Mongolie (~4 millions d'habitants).

Jusqu'au début du XXe siècle, les caractères han ont été la forme principale d'écriture chez une vaste majorité de la population d'Asie orientale. Les connaissances devant généralement être écrites pour être transmises de façon pérenne, les traditions et religions de tout l'Extrême-Orient ont fortement été influencées par les coutumes chinoises durant environ deux millénaires.
Ces pays ont eu et conservent des cultures indigènes marquées. Des auteurs[réf. souhaitée] (par exemple Samuel Huntington) considèrent par ailleurs le Japon comme une civilisation distincte en raison de ses particularités insulaires.

## Religions

### Taoïsme
Lao Tseu écrit Dao de jing, vers 600 av. J.-C. dont le fondement est la voie (道, dào) et la recherche de l'immortalité et à défaut de la longévité. Les divinités y sont appelés immortels (仙人, xiānrén). Elle crée notamment le principe de la dualité du yin et du yang (阴阳 / 陰陽, yīnyáng), du vide (无 / 無, wú) et du non-agir (无为 / 無爲, wúwéi). Ces principes ayant certaines proximité avec les philosophies indiennes, sont fondamentaux dans la médecine chinoise, et la cuisine chinoise, qui est considéré par le taoïsme comme élément fondamental de la médecine et essentielle à l'atteinte de l'immortalité. Elles resterons imprégnés dans le confucianisme, le bouddhisme et les pays ayant adopté la culture chinoise, et on les y retrouve dans les éléments de tous les jours, par exemple le drapeau de la Corée du Sud, les noms des deux principales lignes de chemin de fer au japon (san-in (山陰) et San-yō (山陽)). Les couleurs, bleu pour froid (yin) et rouge pour chaud (yang) (comme sur le drapeau coréen) sur les appareils de contrôle de température.

### Confucianisme et néoconfucianisme
Contrairement au bouddhisme, et comme la taoïsme, le confucianisme est une philosophie, crée par Confucius qui a émergé directement en Chine au IIIe siècle av. J.-C., d'abord rejetée, elle est devenue la philosophie officielle sous l'empereur Han Wudi (-156 ~ -87) en tant que doctrine d'État. Elle prône notamment que les êtres humains peuvent apprendre et s'améliorer par le biais d'efforts personnels et communautaires. Le confucianisme se concentre sur la culture de la vertu et le maintien de l'éthique, dont les plus fondamentaux sont rén (仁), yì (義) et lǐ (禮). Le rén est une obligation d'altruisme et d'humanité pour les autres individus, le yì est le maintien de la droiture et la disposition morale à faire le bien, et lǐ est un système de normes et de bienséance qui guide les actions des individus dans la vie quotidienne. La Chine, le Japon, de la Corée et le Viêt Nam partagent une vision philosophique confucéenne du monde. Au Viêt Nam, le modèle d'examens impériaux pour devenir fonctionnaire de la cour fut inspiré de celui de la Chine jusqu'à l'époque coloniale française. Il fut également utilisé en Corée durant les époques Goryeo et de la dynastie Joseon.
La philosophie japonaise a commencé à se développer par un syncrétisme entre les croyances locales shintoïstes et celles du bouddhisme, le confucianisme, le taoïsme et d'autres écoles de philosophie chinoise. En Corée, ce sont plutôt des éléments du chamanisme qui furent intégrés au néoconfucianisme importé de Chine. Au Viêtnam, le néoconfucianisme est influencé par les religions traditionnelles vietnamiennes et fait partie des trois grands enseignements, les Tam giáo, avec le taoïsme (également originaire de Chine) et le bouddhisme.

### Bouddhisme
La Chine, le Japon, la Corée et le Viêt Nam partagent une histoire du bouddhisme mahayana. Originaire du sous-continent indien au Ve siècle av. J.-C., le bouddhisme se serait propagé depuis le nord-est de l'Inde par la route de la soie à travers l'Empire kouchan (Ier siècle av. J.-C. — IIIe siècle) situé entre les actuels Inde, Pakistan, Afghanistan et Xinjiang, puis au sein de la Chine jusqu'à la côte est. Il s'agit d'un des premiers états ayant laissé des traces matérielles d'implantation du bouddhisme.
Une fois assimilé en Chine, la branche chinoise du bouddhisme mahāyāna, « appelé chan » y est créée. Elle s'imprègne partiellement du taoïsme, les divinités bouddhistes (boddhisatva), ont changé de représentation et parfois de sexe (comme Avalokiteśvara masculin, devenue Guanyin, femminine dans le chan, comme c'est également le cas dans le bouddhisme theravāda ou petit véhicule). Guanyin y devient la divinité la plus vénérée, devant Siddhartha Gautama (le Bouddha) lui même.
Le chan essaima vers de nombreuses régions, notamment vers le sud au Viêt Nam (prononcé Thiền). Il s'est transmis Corée (prononcé son), puis au Japon (prononcé zen) à partir du VIe siècle, en particulier pendant la dynastie Tang, période durant laquelle la culture chinoise connut son rayonnement maximal. Au VIIe siècle, selon les récits népalais, chinois et tibétains, la dynastie Licchavi (actuel Népal) et la Chine apportent le bouddhisme, via des princesses offertes en mariage à Songtsen Gampo (609? à 650), fondateur de l'empire du Tibet qui suivra le bouddhisme vajrayāna (dit ésotérique ou tantrique). Au VIIIe siècle, Amoghavajra, probablement né de père indien et de mère d'origine sogdienne, fonde une école vajrayana à Chang'an. Un de ses élèves, Huiguo, le transmet au moine japonais Kūkai, qui fonde le bouddhisme shingon au Japon. L'Asie de l'Est abrite désormais la plus grande population bouddhiste au monde, toutes confessions confondues, avec environ 200 à 300 millions d'habitants.

## Langues

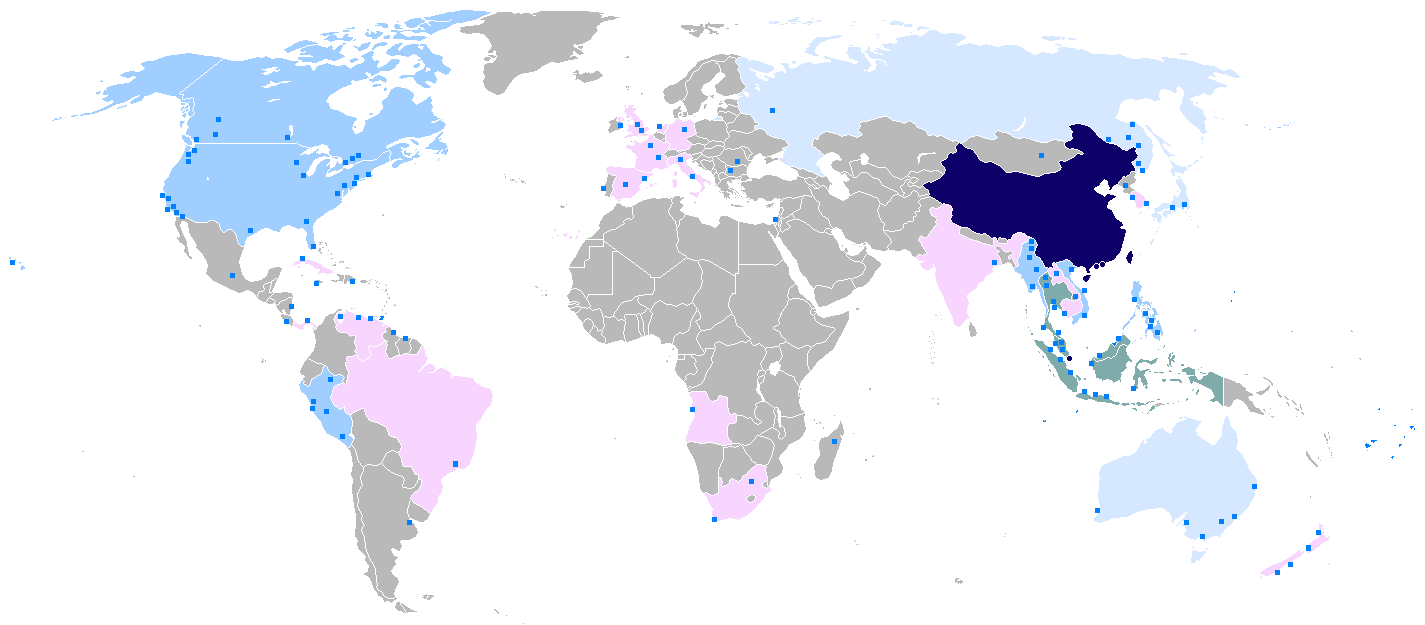
Langues chinoises dans le monde :
Pays où le chinois est une langue officielle
> 5000000 locuteurs du chinois
> 1000000 locuteurs du chinois
> 500000 locuteurs du chinois
> 100000 locuteurs du chinois
Communautés de locuteurs du chinois

- Pays où le chinois est une langue officielle
- > 5 000 000 locuteurs du chinois
- > 1 000 000 locuteurs du chinois
- > 500 000 locuteurs du chinois
- > 100 000 locuteurs du chinois
- Communautés de locuteurs du chinois

### Chinois comme langue officielle
La Chine continentale, Taïwan et Singapour utilisent encore officiellement les caractères et la langue chinoises. 
En Chine continentale, on parle officiellement le mandarin standard (chinois simplifié : 普通话 ; chinois traditionnel : 普通話 ; pinyin : pǔtōnghuà), mais également d'autres langues chinoises (principalement wu, cantonais et min pour les Hans). Les régions autonomes ont leurs propres langues officielles en plus du mandarin, dont les plus importantes sont le ouïghour, le mongol tchakhar, le tibétain standard (de Lhassa) et le zhuang. Ces langues n'appartiennent pas à la même famille linguistique que le chinois.
À Taïwan, on parle officiellement le mandarin, appelé localement guoyu (chinois traditionnel : 國語 ; chinois simplifié : 国语 ; pinyin : guóyǔ), basé sur la prononciation de Nankin du mandarin, pendant la république de Chine (1912-1949) sur le continent, lequel diffère du mandarin standard de Chine continentale essentiellement d'un point de vue lexical, à la suite de la séparation des deux parties. Le minnan et le hakka, sont deux autres langues han, issues également de populations ayant migrées depuis le continent. Le minnan évolua aussi localement au contact du japonais durant les 50 ans de colonisation et est désormais appelé taïwanais. On retrouve également des langues austronésiennes parlées par les aborigènes.
Dans les régions administratives spéciales d'Hong Kong (ancienne concession britannique) et de Macao (ancienne concession portugaise), on parle le cantonais ou la langue du colonisateur (anglais ou portugais). Si le mandarin n'y a jamais été absent, il est de plus en plus parlé avec l'accroissement des échanges avec la Chine continentale depuis la rétrocession.

### Chinois comme langue importante mais non officielle
- Parmi les langues en Malaisie, une partie importante de la population parle une ou plusieurs des 4 langues chinoises han suivantes : 21,3 % min (dont est issu le minnan), 10,7 % le cantonais, 10,3 % le hakka et 4,1 % le mandarin[3].

### Usage historique et administratif des caractères chinois

#### Corée
En Corée du Sud, leur usage fut supplanté par celui des caractères coréens hangeul, surtout à partir de la fin de la domination japonaise de la péninsule coréenne. Ils ne sont plus utilisés que marginalement, un millier de caractères dits hanja font partie de l'éducation obligatoire et doivent être connus par les élèves de niveau secondaire. 
En Corée du Nord, les caractères chinois furent intégralement remplacés par les hangeul. La langue coréenne du nord a d'ailleurs été expurgée de nombreux termes sino-chinois, lesquels furent remplacés par des équivalents purement coréens. 

#### Japon
Le Japon a utilisé durant toute son histoire les kanjis. L'invention des syllabaires katakanas et hiraganas, qui sont aujourd'hui complémentaires aux kanjis, dérive elle-même d'une déformation calligraphique des sinogrammes. Le japonais contemporain comporte des dizaines de milliers de mots qui se basent sur les prononciations on'yomi héritées du chinois. Les caractères sino-japonais, sous forme de kyūjitai, furent pratiquement identiques au chinois traditionnel jusqu'à la moitié du XXe siècle, avant d'officialiser les formes shinjitai. Plusieurs formes shinjitai d'usage courant sont d'ailleurs identiques à celle du chinois simplifié, comme rencontre (会, kai), pays (国, koku) ou transfert (伝, den).

#### Viêt Nam
Le Viêt Nam n'utilise presque plus les chữ nho ; on les retrouve encore sur des lieux historiques ou religieux. La langue vietnamienne comportent cependant un lexique extrêmement riche de mots ayant le chinois pour origine. Une proportion significative de ces emprunts eurent lieu durant le premier millénaire, alors que la péninsule indochinoise était vassale de l'empire du Milieu. La nature isolante du chinois facilite l'intégration de termes dans le système linguistique vietnamien, celui-ci isolant également chacun des mots par un espacement.